# سان رامون (كانتون)
سان رامون (بالإسبانية: San Ramón)‏ و هو الكانتون الثاني من محافظة الأخويلا في كوستاريكا. و يغطي الكانتون مساحة 1,018.64 كم مربع،
كما يقارب عدد سكانه 72,568 نسمة.
و تدعى مدينته الرئيسية بـ سان رامون أيضاً.
تم تأسيس هذا الكانتون تشريعيا في 21 آب 1856.

## المقاطعات
يتألف الكانتون من ثلاثة عشر مقاطعة وهي :
1. سان رامون
2. سانتياغو
3. سان خوان
4. بييذاذيس نورتيه
5. بييذاذيس سور
6. سان رافاييل
7. سان إيسيدرو
8. لوس آنخيليس
9. آلفارو
10. فوليو
11. كونسبسيون
12. سابوتال
13. بينياس بلانكاس

## أعلام
- رافاييل لوكاس رودريغيز
- أميليا فالفيردي
- إيما جامبوا ألفارادو
- يوجينيو رودريغيز فيغا